# Zsidó autonóm terület
A Zsidó Autonóm Területet (jiddisül: ייִדישע אװטאָנאָמע געגנט, oroszul: Еврейская автономная область) Oroszország távol-keleti részén fekszik; a Habarovszki határterülettel és az Amuri területtel, valamint Kínával határos.
Az autonóm terület fővárosa, Birobidzsan a kínai határ közelében, a Biro és a Bidzsan folyók találkozásánál található. Távolsága Moszkvától 8351 km a Transzszibériai vasútvonal mentén.
A területet 1928-ban alapították a Szovjetunióban, a szovjet nemzetiségi politika zsidókra való kiterjesztése jegyében. A szovjet zsidók többsége soha nem került a területre,[forrás?] az ott élő lakosok túlnyomó része jelenleg orosz nemzetiségű. 

## Története
Az 1930-as években Sztálin nagy népáttelepítési akcióinak részeként 1930. augusztus 20-i rendeletével jelölte ki a Zsidó autonóm területet. Ennek fővárosa lett a mai Birobidzsan település elődje, és nem sokkal ezt követően kapta új nevét a Biro és a Bidzsan folyókról. Ide telepítették az oroszországi zsidók jelentős részét.[forrás?]
Az 1970-es években lehetővé tett kivándorlás miatt a zsidó lakosság jelentős része emigrált Izraelbe és az Egyesült Államokba.

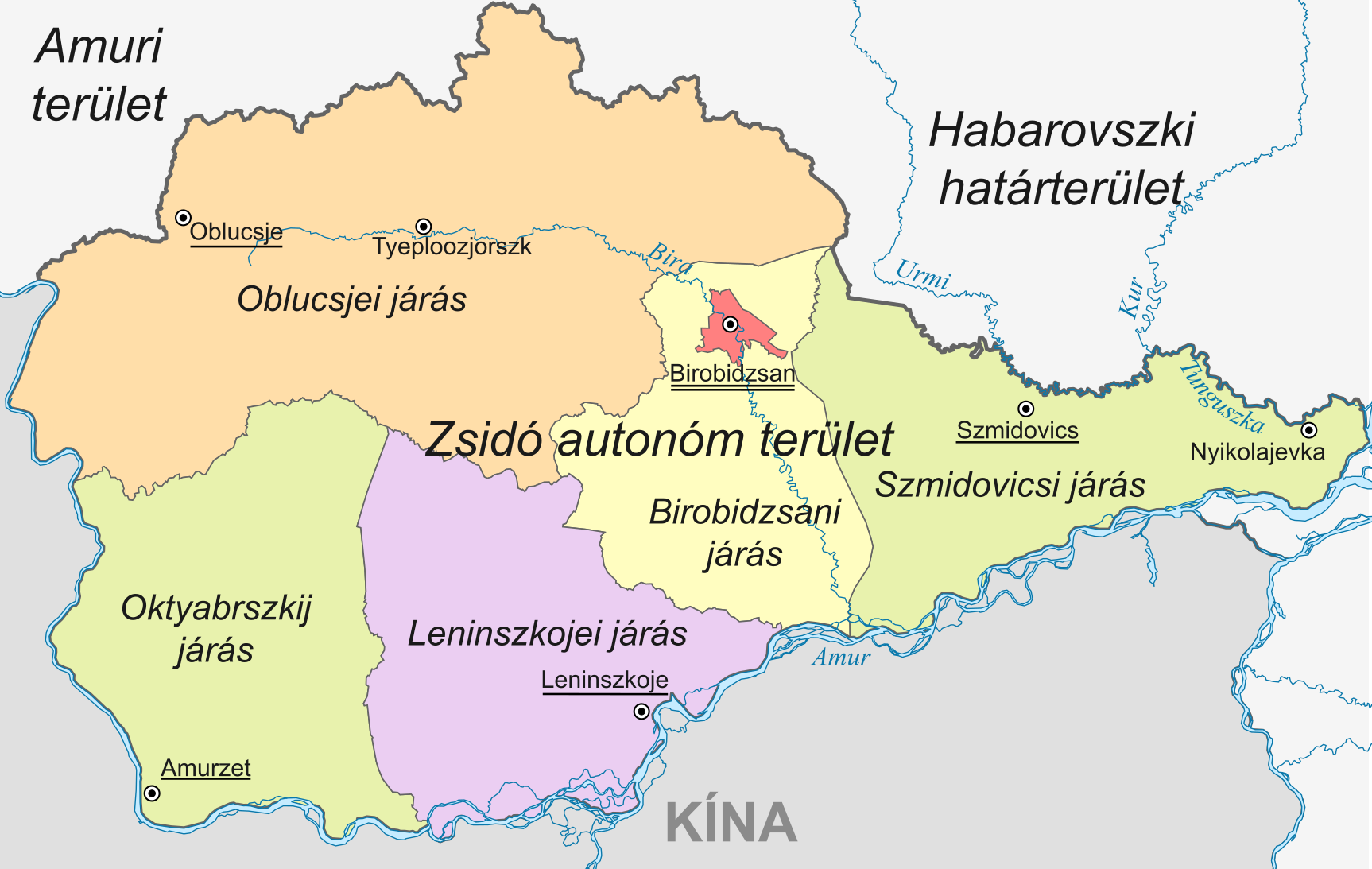
Zsidó autonóm terület

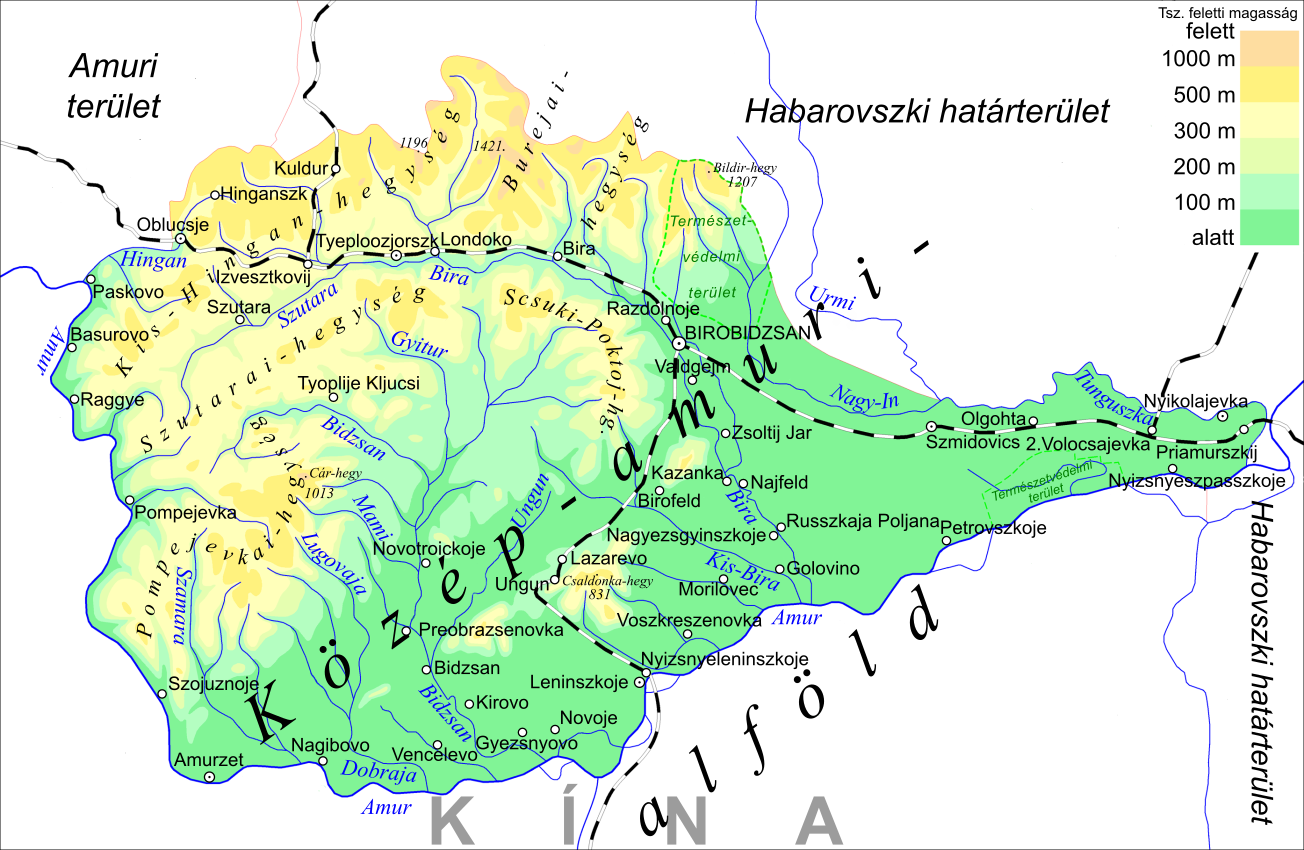
A Zsidó autonóm terület domborzati térképe

## Népessége
| Lakosok száma | 176 558 | 170 377 | 166 140 | 162 014 | 158 381 | 156 500 | 145 802 | 144 428 |
|               | 2010    | 2014    | 2016    | 2018    | 2020    | 2021    | 2024    | 2025    |

### Etnikumok
Etnikai összetétel az 1939-2021 közötti népszámlálások szerint:
| Etnikum | 1926       | 1934            | 1939           | 1959            | 1970            | 1979            | 1989            | 2002            | 2010            | 2021            |
| ------- | ---------- | --------------- | -------------- | --------------- | --------------- | --------------- | --------------- | --------------- | --------------- | --------------- |
| oroszok |            |                 | 75 093 (68,9%) | 127 281 (78,2%) | 144 286 (83,7%) | 158 765 (84,1%) | 178 087 (83,2%) | 171 697 (89,9%) | 160 185 (92,7%) | 133 625 (97,7%) |
| ukránok |            |                 | 9933 (9,1%)    | 14 425 (8,9%)   | 10 558 (6,1%)   | 11 870 (6,3%)   | 15 921 (7,4%)   | 8483 (4,4%)     | 4871 (2,8%)     | 1292 (0,9%)     |
| zsidók  | 11 (0,03%) | 10 400 (19,54%) | 17 695 (16,2%) | 14 269 (8,8%)   | 11 452 (6,6%)   | 10 163 (5,4%)   | 8887 (4,1%)     | 2327 (1,2%)     | 1628 (1,0%)     | 837 (0,6%)      |

## Települések
A Zsidó autonóm területen (a 2010. évi népszámláláskor) két város, tizenegy városi jellegű település és kilencvenkilenc falusi település található, mely utóbbiak közül négy lakatlan.
A 2010. évi népszámlálás adatai szerint 68% a városi (városokban vagy városi jellegű településeken élő) népesség aránya. A legnagyobb falu lakóinak száma több mint hatezer fő, és összesen négy falué éri el a háromezer főt, melyek együttesen a terület lakosainak 11%-a számára nyújtanak otthont. A településhálózat döntő részét azonban a legfeljebb néhány száz lakosú aprófalvak alkotják.
A Zsidó autonóm terület városai a következők (2010. évi népességükkel):
- Birobidzsan (75 413)
- Oblucsje (9379)

## Közigazgatás és önkormányzatok
A Zsidó autonóm terület (a 2010. évi népszámláláskor) közigazgatási szempontból öt járásra oszlik, ezen kívül Birobidzsan városa területi alárendeltségű, így nem tartozik egyik járáshoz sem.
Az önkormányzatok területi beosztása megegyezik a közigazgatási felosztással. Az öt járás mindegyikében járási önkormányzat működik, Birobidzsan pedig a járásoktól független városi körzetet alkot, mely egyszintű önkormányzat, egyszerre gyakorolja a járási és a községi önkormányzati hatásköröket. A járásokhoz tartozik a tizenkét városi község – melyek központjai Oblucsje városa illetve a városi jellegű települések – és a tizennyolc falusi község.
A járások és székhelyeik:
- Birobidzsani járás (Birobidzsan)
- Leninszkojei járás (Leninszkoje)
- Oblucsjei járás (Oblucsje)
- Oktyabrszkij járás (Amurzet)
- Szmidovicsi járás (Szmidovics)

## Gazdasági potenciál
Az Orosz Zsidó Autonóm Terület gazdasági potenciálja viszonylag alacsony a többi oroszországi föderációs alanyhoz képest. A fő gazdasági tevékenységek közé tartozik a mezőgazdaság, különösen a szójatermesztés, valamint kisebb ipari és bányászati tevékenységek. Az infrastruktúra fejletlen, ami korlátozza a gazdasági növekedést. A régió népessége alacsony, ami szintén hatással van a gazdaságra.